# Tjaša
Tjaša je žensko osebno ime pri Slovencih.

## Različice imena
Tjaška (ž), Tjaš (m), Tjaž (m)

## Izvor imena
Ime Tjaša ima dva možna izvora. Prvi prihaja iz Rusije, "Tjaša" je  ruska tvorjenka na "-ša" iz imena Tatjana. Druga na Slovenskem znana ruska tvorjenka je ime Tanja. Ime Tjaša je tudi možna ženska oblika imena Tjaš, oziroma Tjaž, ki izvira iz Hebrejskega imena Matija in pomeni "božji dar".
Ruski imeni  Tanja oz. Tatjana, iz katerega je izpeljano ime Tjaša nekateri raziskovalci razlagajo iz imena Tacijana (latinsko Tatiana), kar naj bi  pomenilo »tiha, molčeča«.

## Osebni praznik
V koledarju je ime Tjaša uvrščeno k imenu Tatjana (god praznuje 12. januarja) ali k imenu Matija (god. 24. februarja)

## Pogostost imena
Po podatkih Statističnega urada Republike Slovenije je bilo na dan 31. decembra 2007 v Sloveniji 6.093 oseb z imenom Tjaša. Med vsemi ženskimi imeni je ime Tjaša po pogostosti uporabe zavzemalo 42. mesto. Ostale oblike imena, ki so bile na ta dan še v uporabi: Tjaška(6).

## Znane osebe z imenom Tjaša
- Tjaša Andrée Prosenc, pravnica in umetnostna drsalka/kotalkarica
- Tjaša Arko, Slovenska filantropija
- Tjaša Artnik Knibbe
- Tjaša Avsec, kantavtorica
- Tjaša Bahovec, biatlonka, mis športa
- Tjaša Bartolj, ekonomistka
- Tjaša Bavcon, oblikovalka
- Tjaša Bertole, zobozdravnica
- Tjaša Bertoncelj, karateistka (2.= lutkovna dramaturginja)
- Tjaša Blažič, slovenska predsednica otrok v vzgojo-izobraževalnih zavodih
- Tjaša Brumen, judoistka
- Tjaša Božič, harmonikarka in pevka
- Tjaša Burnik, agronomka
- Tjaša Cankar
- Tjaša Cerar, medic. mikrobiol.
- Tjaša Cigut, skladateljica, glasbena pedagoginja, zborovodkinja, pevka
- Tjaša Cijan, bibliotekarka
- Tjaša Čretnik Žohar, predstojnica Centra za medicinsko mikrobiologijo
- Tjaša Črnigoj, gledališka režiserka/ustvarjalka
- Tjaša Čuš, slikarka (Tjasa Lumos)
- Tjaša Doberlet, gradbenica
- Tjaša Dobravec
- Tjaša Dugulin, novinarka
- Tjaša Fabjančič, jazz-glasbenica, pevka, skladateljica in tekstopiska
- Tjaša Fajdiga, pevka in plesalka
- Tjaša Ferme, igralka in dramatičarka
- Tjaša Filipčič, kineziologinja
- Tjaša Furlan, zdravnica raziskovalka
- Tjaša Goričan, biokemičarka
- Tjaša Gračner
- Tjaša Griessler Bulc, biologinja in ekotehnologinja
- Tjaša Hočevar
- Tjaša Hrobat Košir
- Tjaša Iris, slikarka in fotografinja
- Tjaša Ivanc, pravnica, prof. UM
- Tjaša Jakop, jezikoslovka dialektologinja
- Tjaša Jug, bibliotekarka, informatičarka
- Tjaša Juhart, lutkovna muzealka
- Tjaša Kmetec, baletna plesalka
- Tjaša Konovšek, zgodovinarka
- Tjaša Miklič, jezikoslovka romanistka
- Tjaša Lorbek, lektorica slovenščine
- Tjaša Oder, plavalka
- Tjaša Pintar, plavalka
- Tjaša Plut, pevka
- Tjaša Pogačar, slikarka, likovna kritičarka in teoretičarka
- Tjaša Pogačar (*1984), agrometeorologinja, klimatologinja
- Tjaša Smrekar, direktorica kinematografov in novinarka
- Tjaša Šimonka Kavaš, pevka
- Tjaša Šulc, pianistka
- Tjaša Teropšič Ahačič, pevka
- Tjaša Vozel, plavalka
- Tjaša Vrečič
- Tjaša Žalik, pevka

- Tjaša Božič, politologinja
- Tjaša Danevčič, mikrobiologija /živilstvo
- Tjaša Dimec Časar, psihologinja, med. hipnoza
- Tjaša Hrobat Košir, pevka
- Tjaša Hrovat Steklasa, pevka
- Tjaša Jakop, jezikoslovka
- Tjaša Jelovčan, plezalka/alpinistka
- Tjaša Jesenko
- Tjaša Jezernik, tenisačica
- Tjaša Jug, bibliotekarka, informatičarka
- Tjaša Justin
- Tatjana (Tjaša) Kocmut
- Tjaša Kokalj Jerala, fotomodel, televizijska voditeljica in blogerka
- Tjaša Kalan, športna plezalka
- Tjaša Kermavnar, oblikovalka, večmedijska umetnica
- Tjaša Kmetec, baletna plesalka
- Tjaša Koprivec, pesnica, literarna urednica, mojstrica govorjene in pisane besede
- Tjaša Krajnc, muzikologinja, radijska urednica, glasbena novinarka
- Tjaša Mislej, dramaturginja in dramatičarka
- Tjaša Mrgole Jukič, sociologinja, bibliotekarka ...
- Tjaša Kysselef, športna gimnastičarka
- Tjaša Jančar, odbojkarica (na mivki)
- Tjaša Kotnik, odbojkarica (na mivki)
- Tjaša Lah Tolar, klinična psihologinja
- Tjaša Matjašič, biotehnologinja, molekularna biologinja
- Tjaša Perko, kaskaderka
- Tjaša Planinšek, teniška trenerka
- Tjaša Plavec
- Tjaša Pogačar, slikarka, lik.kritičarka, ...
- Tjaša Pogačar, agrometeorologinja, klimatologinja
- Tjaša Prelog
- Tjaša Pureber
- Tjaša Purgaj
- Tjaša Rantaša
- Tjaša Razdevšek
- Tjaša Redek, ekonomistka
- Tjaša Rener, slikarka, ilustratrorka
- Tjaša Ribizel
- Tjaša Ristić , karateistka
- Tjaša Rotar
- Tjaša Rutar, kolesarka
- Tjaša Sagernik, violistka
- Tjaša Slemenšek, balvanska plezalka
- Tjaša Slokar Kos, novinarka
- Tjaša Sobočan
- Tjaša Stanko, rokometašica
- Tjaša Šeme, gimnastičarka
- Tjaša Šimonka, pevka ljudske glasbe (Prekmurje)
- Tjaša Škamperle, novinarka
- Tjaša Škapin, modna oblik.
- Tjaša Šketako, pianistka
- Tjaša Škorjanc, pesnica?
- Tjaša Šorli, pravnica
- Tjaša Šrimpf, tenisačica
- Tjaša Štempihar, oblikovalka
- Tjaša Šubic, pulmologinja, promotorka čuječnosti
- Tjaša Šulc, pianistka
- Tjaša Šuligoj, plesalka, igralka
- Tjaša Tibaut, nogometašica
- Tjaša Tolar, arheologinja
- Tjaša Turnšek, kultorologinja
- Tjaša Učakar, sociologinja
- Tjaša Urankar, košarkarica
- Tjaša Valentinčič, igralka
- Tjaša Vižintin Cuderman, zdravnica kardiologinja
- Tjaša Voh, arhitektka
- Tjaša Vozel, plavalka
- Tjaša Vrečič, bodybuilderka
- Tjaša Žakelj, sociologinja
- Tjaša Žalik, glasbenica
- Tjaša Železnik, igralka